# 에드윈 알링턴 로빈슨

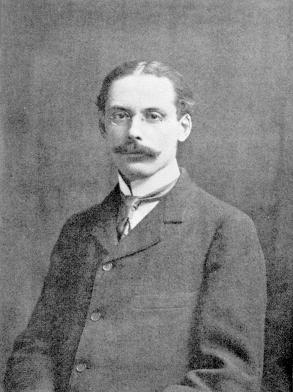

에드윈 알링턴 로빈슨(Edwin Arlington Robinson, 1869년 12월 22일 ~ 1935년 4월 6일)은 미국의 시인이다.
미국 신시운동의 선구자. 동부 메인주에서 태어나 하버드 대학에서 배웠다. “지나치게 강한 운명에 반항하여 허무한 노력을 되풀이하는 하나의 인간에게 비극의 세계가 있다”고 하는 그의 말에 근대의 어두운 인생관이 있다. <시집>(1921), <두 번 죽은 사나이>(1924), <트리스트람>(1927)으로 세 번 퓰리처상을 획득했다. 알기 쉽고 분명한 전통적 형식 속에 섬세한 뉘앙스와 암시적 효과를 거둔 시인이다.